# Agrilus plagiatus
Agrilus plagiatus é uma espécie de inseto do género Agrilus, família Buprestidae, ordem Coleoptera.
Foi descrita cientificamente por Ganglbauer, 1890.